# Gibson SG Supreme
Гитары модели SG Supreme начали выпускать в начале 1999 года. Изначально выпускалось два вида — на первом ставили датчики P-90 (синглы), а на второй хамбакеры 57 Classic. В последнем варианте гитара выпускается до сих пор. В корпусе SG Supreme верх сделан из волнистого клёна, что характерно для самых востребованных и известных моделей Gibson Les Paul. Рисунок древесных волокон усиливается за счёт использования прозрачных расцветок для корпуса гитары.
Оригинальная гитара фирмы Gibson производится в США, Нэшвил. На гитару устанавливается струнодержатель (Stopbar), бридж (Tune-o-matic) и колки (Grover) цвета «золото» или «никель».
К гитаре прилагается кейс, отделанный внутри тёмно-серым плюшем и чёрной тканью. Снаружи кейс отделан синтетическим покрытием Black Reptile Pattern. На кейс нанесён рисунок: серебристый логотип «Gibson USA».